# Problepsis mayottaria
Problepsis mayottaria là một loài bướm đêm trong họ Geometridae.